# Політотдєл (Адигея)
Політотдєл (рос. Политотдел; адиг. Политотдел) — хутір Кошехабльського району Адигеї Росії. Входить до складу Дмитрієвського сільського поселення.
Населення — 231 особа (2015 рік).

## Вулиці
Усього 4 вулиці:
- Будьонного
- Кірова
- Кольцова
- Молодіжна